# سروف ۳۵۴۷
سیارک ۳۵۴۷ (به انگلیسی: 3547 Serov، نامگذاری:1978TM6) سه هزار و پانصد و چهل و هفتمین سیارک کشف شده‌است که در ۲ اکتبر ۱۹۷۸ کشف شد.
قدر مطلق سیارک برابر ۱۳٫۳۰ است.